# Llano de Mariquitas
Llano de Mariquitas är en ort i Mexiko.   Den ligger i kommunen Acaponeta och delstaten Nayarit, i den centrala delen av landet, 700 km nordväst om huvudstaden Mexico City. Llano de Mariquitas ligger 48 meter över havet och antalet invånare är 165.
Terrängen runt Llano de Mariquitas är platt åt sydväst, men åt nordost är den kuperad. Runt Llano de Mariquitas är det ganska glesbefolkat, med 25 invånare per kvadratkilometer. Närmaste större samhälle är Acaponeta, 4,7 km söder om Llano de Mariquitas. Omgivningarna runt Llano de Mariquitas är en mosaik av jordbruksmark och naturlig växtlighet.